# Heinz Lucas
Heinz Lucas (Berlin, 1920. augusztus 10. – Erkrath, 2016. július 18.) német labdarúgó, hátvéd, edző.

## Pályafutása

### Játékosként
1930-ban a CFC Hertha 06 korosztályos csapatában kezdte a labdarúgást, ahol később az első csapatban is bemutatkozott. Játszott a Bayern Kitzingen, a TSG Ulm 1846 és a Würzburger FV 04 együtteseiben. 1951 és 1953 között a Berliner SV 1892 játékosa volt és itt fejezte be az aktív labdarúgást.

### Edzőként
1951-ben még aktív játékosként nevelőklubja, a CFC Hertha 06 edzőjeként dolgozott. 1953 és 1956 között a Wacker 04 Berlin, 1958 és 1962 között a VfR Neumünster, 1962-63-ban a Hannover 96, 1963 és 1968 között a VfB Lübeck vezetőedzője volt. 1968 és 1970 között az SV Darmstadt 98 szakmai munkáját irányította. 1970-ben lett a Fortuna Düsseldorf vezetőedzője. Itt érte el edzői pályafutása legnagyobb sikereit két bajnoki bronzéremmel. 1975 és 1978 között a TSV 1860 München, 1979-ben az Eintracht Braunschweig, 1980-ban a Wuppertaler SV, 1981-ben az SpVgg Fürth vezetőedzőjeként tevékenykedett.

## Sikerei, díjai

### Edzőként
Fortuna Düsseldorf
- Nyugatnémet bajnokság (Bundesliga)
  - 3. (2): 1972–73, 1973–74